# 1249
| [ Edytuj tabelę ]                          |                                                                              |
| Książę Małopolski                          | - 1243 Bolesław V Wstydliwy 1279                                             |
| Książę Wielkopolski                        | - 1239 Przemysł I 1257 - 1239 Bolesław Pobożny 1279                          |
| Król Angkoru                               | - 1244 Dżajawarman VIII 1295                                                 |
| Król Anglii                                | - 1216 Henryk III 1272                                                       |
| Król Aragonii i Walencji, hrabia Barcelony | - 1213 Jakub I Zdobywca 1276                                                 |
| Książę Bawarii                             | - 1231 Otto II 1253                                                          |
| Margrabia Brandenburgii                    | - 1220 Otto III 1267                                                         |
| Książę Burgundii                           | - 1218 Hugo IV 1272                                                          |
| Cesarz Bizancjum                           | - 1222 Jan III Dukas Watatzes 1254                                           |
| Car Bułgarii                               | - 1246 Michał I Asen 1256                                                    |
| Cesarz Chin                                | - 1224 Song Lizong 1264                                                      |
| Król Cypru                                 | - 1218 Henryk I 1253                                                         |
| Król Czech                                 | - 1230 Wacław I 1253                                                         |
| Król Danii                                 | - 1241 Eryk IV Plovpenning 1250                                              |
| Władca Egiptu                              | - 1240 As-Salih Ajjub 1249 - 1249 Al-Mu’azzam Turan Szah 1250                |
| Król Francji                               | - 1226 Ludwik IX Święty 1270                                                 |
| Król Gruzji                                | - 1246 Dawid VI Narin 1259                                                   |
| Hrabia Holandii                            | - 1234 Wilhelm II 1256                                                       |
| Cesarz Japonii                             | - 1246 Go-Fukakusa 1259                                                      |
| Kalif                                      | - 1242 Al-Must’asim 1258                                                     |
| Król Kastylii                              | - 1217 Ferdynand III Święty 1252                                             |
| Król Kastylii i Leónu                      | - 1230 Ferdynand III Święty 1252                                             |
| Patriarcha Konstantynopola                 | - 1244 Manuel II 1255                                                        |
| Władca Korei                               | - 1213 Kojong 1259                                                           |
| Wielki książę litewski                     | - 1240 Mendog 1253                                                           |
| Cesarz Łaciński                            | - 1228 Baldwin II de Courtenay 1261                                          |
| Sułtan Maroka                              | - 1248 Abu Jahja Abu Bakr 1258                                               |
| Król Nawarry                               | - 1234 Tybald I 1253                                                         |
| Król Norwegii                              | - 1217 Haakon IV Stary 1263                                                  |
| Hrabia Palatynatu                          | - 1227 Otton I Bawarski 1253                                                 |
| Papież                                     | - 1243 Innocenty IV 1254                                                     |
| Król Portugalii                            | - 1248 Alfons III 1279                                                       |
| Sułtan Rumu                                | - 1246 Kajkawus II 1260 - 1248 Kilidż Arslan IV 1265 - 1249 Kajkubad II 1257 |
| Książę Rusi halickiej                      | - 1238 Daniel II 1264                                                        |
| Cesarz Rzymski (niemiecki)                 | - 1220 Fryderyk II 1250 - 1247 Wilhelm z Holandii 1250                       |
| Książę Saksonii                            | - 1212 Albrecht I 1260                                                       |
| Król Serbii                                | - 1243 Stefan Urosz I 1276                                                   |
| Król Singasari                             | - 1248 Dżajawisznuwardhana 1268                                              |
| Król Szkocji                               | - 1214 Aleksander II 1249 - 1249 Aleksander III 1286                         |
| Król Szwecji                               | - 1234 Eryk XI Eriksson 1250                                                 |
| Doża Wenecji                               | - 1229 Jacopo Tiepolo 1249 - 1249 Marino Morosini 1252                       |
| Król Węgier                                | - 1235 Bela IV 1270                                                          |
| Wielki mistrz zakonu krzyżackiego          | - 1244 Heinrich von Hohenlohe 1249                                           |

Rok 1249 / MCCXLIX
stulecia: XII wiek ~
XIII wiek ~
XIV wiek

lata: 1239 «
1244 «
1245 «
1246 «
1247 «
1248 «
1249
» 1250
» 1251
» 1252
» 1253
» 1254
» 1259

## Wydarzenia w Polsce
- 7 lutego – Prusowie podpisali pokój z Krzyżakami w Dzierzgoniu (Kiszporku) kończący pierwsze powstanie pruskie. W traktacie przyjęli dla siebie prawo polskie.
- 29 listopada – Prusowie pokonali Krzyżaków w bitwie pod Krukami.

- Bolesław II Rogatka oddał ziemię lubuską na rzecz biskupstwa magdeburskiego i Marchii Brandenburskiej.
- konsekrowano kościół św. Franciszka z Asyżu w Krakowie.

## Wydarzenia na świecie
- 13 kwietnia – Koszyce otrzymały prawa miejskie.
- 26 maja – król Sardynii Enzio dostał się do dożywotniej niewoli bolońskiej po przegranej bitwie pod Fossaltą.
- 13 czerwca – Aleksander III został koronowany na króla Szkocji.

- Finlandia utraciła niepodległość i dostała się pod panowanie Szwecji. Odzyskała ją dopiero w 1917 roku.
- Ludwik Święty, król Francji, zajął Damiettę w Egipcie, co było pierwszym sukcesem podczas siódmej krucjaty.
- Przymusowa chrystianizacja Prus w wyniku ich klęski w powstaniu przeciwko Krzyżakom.

## Urodzili się
- Eryk Glipping, król Danii (zm. 1286)
- Fryderyk I, margrabia Badenii

## Zmarli
- 6 lipca – Aleksander II, król Szkocji (ur. 1198)
- 27 września – Rajmund VII z Tuluzy, hrabia Tuluzy (ur. 1197)
- 29 grudnia – Jadwiga, księżna wielkopolska, żona Władysława Odonica (ur. ?)